# 대구우편집중국
대구우편집중국(大邱郵便集中局)은 대한민국 우정사업본부 소속의 우편집중국이다.
1999년 12월 28일 개국했으며, 대구광역시 북구 산격2동 대구종합유통단지에 있다.

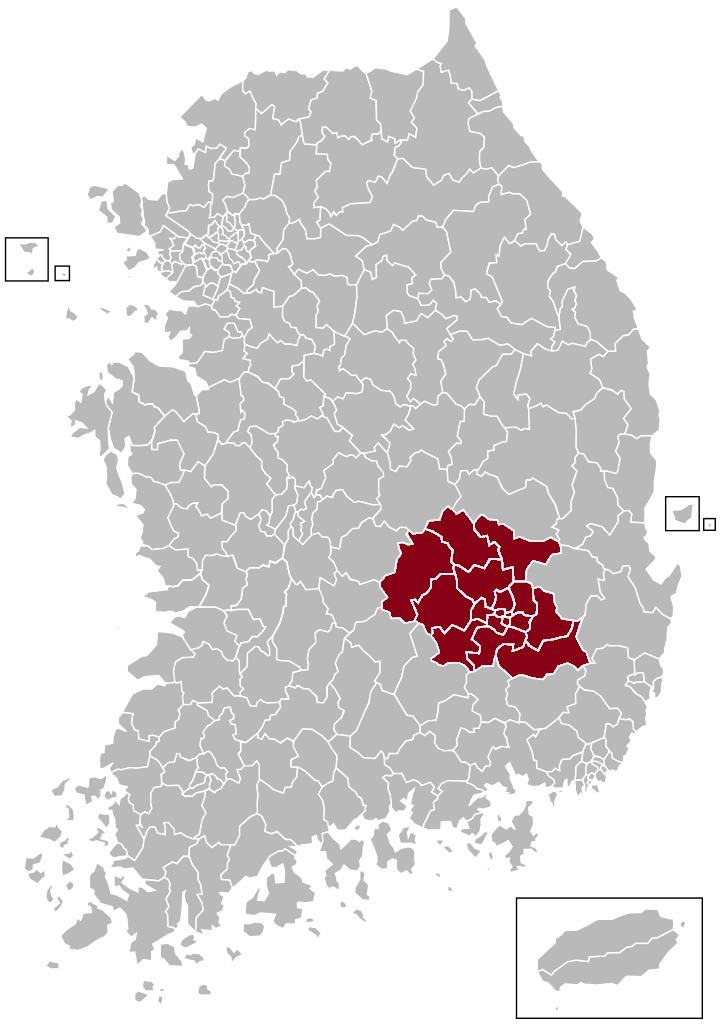
대구우편집중국의 관할 구역

## 개요
- 규모: 소형
- 일일최대용량: 60만 통

## 관할구역
- 대구광역시[1], 경산시, 청도군, 고령군, 칠곡군, 성주군, 구미시, 김천시

## 조직
- 업무과
  - 물류총괄계
  - 통상우편계
  - 소포발착계
- 기술과
- 우편기계계
- 동력설비계
- 지원과